# Kamogawa (Chiba)

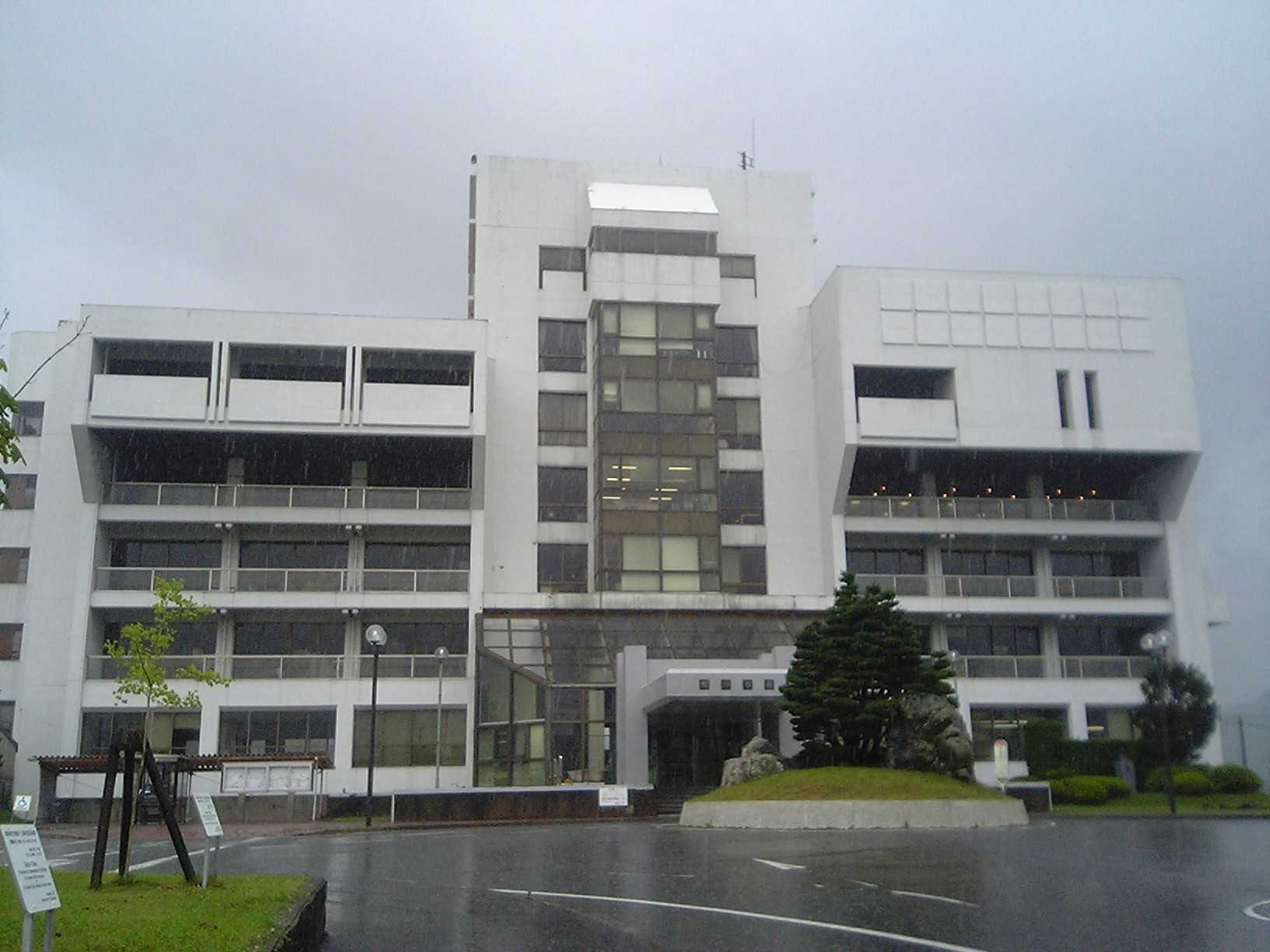
Het stadhuis van Kamogawa

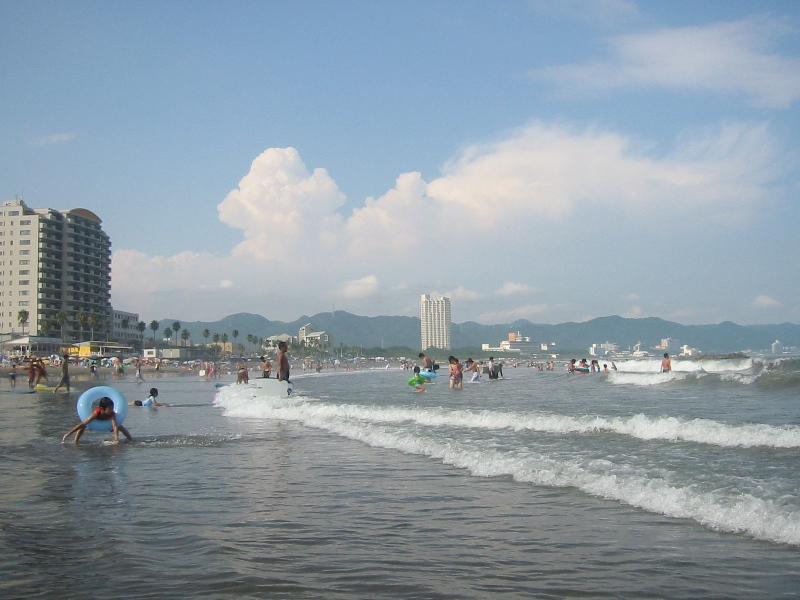
Het strand van Kamogawa

Kamogawa (Japans: 鴨川市,  Kamogawa-shi) is een Japanse stad in het zuidoosten van de prefectuur Chiba, gelegen aan de Stille Oceaan. Op 1 december 2007 had de stad 35.842 inwoners.  De bevolkingsdichtheid bedroeg 187 inw./km².  De oppervlakte van de stad is 191,30 km² . 

## Geschiedenis
- Kamogawa werd op 31 maart 1971 een stad (shi).
- Op 11 februari 2005 werd de gemeente Amatsukominato (天津小湊町, Amatsukominato-chō) aangehecht bij Kamogawa.

## Economie
De stad is een handelscentrum waarvan de werkbevolking vooral actief is in de kustvisserij en de landbouw (rijst- en bloementeelt). Met de aanwezigheid van een centrum voor floralia en Kamogawa Sea World is de stad een trekpleister voor toeristen uit Groot-Tokio.

## Verkeer
- Wegen:

Kamogawa ligt aan de autowegen 128 en  410
- Trein :East Japan Railway Company:
  - Uchibo-lijn
    - Station Emi - Station Futomi - Station Awa-Kamogawa

  - Sotobo-lijn
    - Station Awa-Kamogawa- Station Awa-Amatsu - Station Awa-Kominato

## Partnersteden
Kamogawa heeft een stedenband met
- Manitowoc, Verenigde Staten

Zustersteden in Japan:
- Minobu, prefectuur Yamanashi (sinds 1971) .
- Kimitsu, prefectuur Chiba (sinds november 1997) .
- Saitama prefectuur Saitama (sinds 20 december 2004).